# Pteropus ornatus
Pteropus ornatus es una especie de murciélago de la familia Pteropodidae.

## Distribución geográfica
Es  endémica de Nueva Caledonia.

## Hábitat
Su hábitat natural son: zonas tropicales o subtropicales, de bosques áridos.